# Arrondissement d'Altkirch
L'arrondissement d'Altkirch est une division administrative française, située dans la circonscription administrative du Haut-Rhin sur le territoire de la collectivité européenne d'Alsace.

## Histoire
Par suite d'une volonté de l'État de vouloir réorganiser la carte des arrondissements en voulant prendre en compte les limites des EPCI, Bernwiller a été rattachée à Altkirch le 1er janvier 2015. Elle faisait partie auparavant de l'arrondissement de Thann.

## Composition

### Composition avant 2015
- canton d'Altkirch
- canton de Dannemarie
- canton de Ferrette
- canton de Hirsingue

### Découpage communal depuis 2015
Depuis 2015, le nombre de communes des arrondissements varie chaque année soit du fait du redécoupage cantonal de 2014 qui a conduit à l'ajustement de périmètres de certains arrondissements, soit à la suite de la création de communes nouvelles. Le nombre de communes de l'arrondissement d'Altkirch est ainsi de 112 en 2015, 108 en 2016 et 108 en 2017.
Au 1er janvier 2024, l'arrondissement groupe les 108 communes suivantes :
1. Altenach
2. Altkirch
3. Aspach
4. Ballersdorf
5. Balschwiller
6. Bellemagny
7. Bendorf
8. Berentzwiller
9. Bernwiller
10. Bettendorf
11. Bettlach
12. Biederthal
13. Bisel
14. Bouxwiller
15. Bréchaumont
16. Bretten
17. Buethwiller
18. Carspach
19. Chavannes-sur-l'Étang
20. Courtavon
21. Dannemarie
22. Diefmatten
23. Durlinsdorf
24. Durmenach
25. Eglingen
26. Elbach
27. Emlingen
28. Eteimbes
29. Falkwiller
30. Feldbach
31. Ferrette
32. Fislis
33. Franken
34. Friesen
35. Frœningen
36. Fulleren
37. Gildwiller
38. Gommersdorf
39. Guevenatten
40. Hagenbach
41. Hausgauen
42. Hecken
43. Heidwiller
44. Heimersdorf
45. Heiwiller
46. Hindlingen
47. Hirsingue
48. Hirtzbach
49. Hochstatt
50. Hundsbach
51. Illfurth
52. Illtal
53. Jettingen
54. Kiffis
55. Kœstlach
56. Largitzen
57. Levoncourt
58. Liebsdorf
59. Ligsdorf
60. Linsdorf
61. Lucelle
62. Luemschwiller
63. Lutter
64. Magny
65. Manspach
66. Mertzen
67. Mœrnach
68. Montreux-Jeune
69. Montreux-Vieux
70. Mooslargue
71. Muespach
72. Muespach-le-Haut
73. Oberlarg
74. Obermorschwiller
75. Oltingue
76. Pfetterhouse
77. Raedersdorf
78. Retzwiller
79. Riespach
80. Romagny
81. Roppentzwiller
82. Ruederbach
83. Saint-Bernard
84. Saint-Cosme
85. Saint-Ulrich
86. Schwoben
87. Seppois-le-Bas
88. Seppois-le-Haut
89. Sondersdorf
90. Spechbach
91. Steinsoultz
92. Sternenberg
93. Strueth
94. Tagolsheim
95. Tagsdorf
96. Traubach-le-Bas
97. Traubach-le-Haut
98. Ueberstrass
99. Valdieu-Lutran
100. Vieux-Ferrette
101. Waldighofen
102. Walheim
103. Werentzhouse
104. Willer
105. Winkel
106. Wittersdorf
107. Wolfersdorf
108. Wolschwiller

## Démographie
En 2022, l'arrondissement comptait 69 934 habitants.
| 1968   | 1975   | 1982   | 1990   | 1999   | 2006   | 2011   | 2016   | 2021   |
| ------ | ------ | ------ | ------ | ------ | ------ | ------ | ------ | ------ |
| 49 349 | 51 606 | 54 310 | 57 112 | 61 841 | 66 212 | 66 212 | 69 793 | 69 925 |

| 2022   | - | - | - | - | - | - | - | - |
| ------ | - | - | - | - | - | - | - | - |
| 69 934 | - | - | - | - | - | - | - | - |